# Nathalie Hounvo Yèkpè
Nathalie Hounvo Yèkpè est une comédienne, metteuse en scène et autrice béninoise.

## Biographie

### Enfance et formations
Nathalie Hounvo Yèkpè fait des études supérieures à l'Ecole Internationale de Théâtre du Bénin (EITB) où elle obtient une licence professionnelle en techniques de théâtre. Elle est également titulaire d’une maîtrise en aménagement du territoire à l'Université d’Abomey-Calavi.
En 2021, Nathalie Hounvo Yekpe est lauréate du programme “Découvertes” des Francophonies-Des écritures à la scène, un dispositif qui offre des résidences d’écriture aux femmes et permet aux jeunes autrices francophones d’écrire une première œuvre dramatique. Elle y écrit Course aux noces publiée chez Lansman Editeur en 2023. Elle a ensuite écrit, en 2023, La faiseuse d’anges, grâce au dispositif Textes en scène du CCRI John Smith et le Circa La Chartreuse, une des pièces finalistes du prix RFI 2023, avant d’écrire Les vivants dans l’ombre grâce au dispositif SENDA de La Comédie de Valence.

### Carrière

#### Comédienne
En tant que comédienne, elle travaille avec des metteurs en scène de divers pays, notamment Dine Alougbine, Tola Koukoui du Bénin, Emmanuel Daumas de la France, Nina De La Chevallerie de l'Allemagne, Marielle Pinsard de la Suisse et Abdeli Djamel de l'Algérie. Elle est, en 2015, la comédienne principale d'une mini-série panafricaine intitulée La parfaite inconnue diffusée sur la chaîne Kanal7.
En 2020, elle joue aux côtés de Florisse Adjanohoun, sur les scènes du Marché des Arts du Spectacle d'Abidjan (MASA); et à l'institut français du Bénin dans la pièce 25 Décembre écrite et mise en scène par Didier Sèdoha Nassègandé. Elle incarne aussi la reine Tassi Hangbé, dans une représentation théâtrale de la pièce Shameless, une œuvre dédiée aux femmes qui ont mené des luttes ou accompli des exploits et sont invisibilisées par l'histoire.

#### Autrice

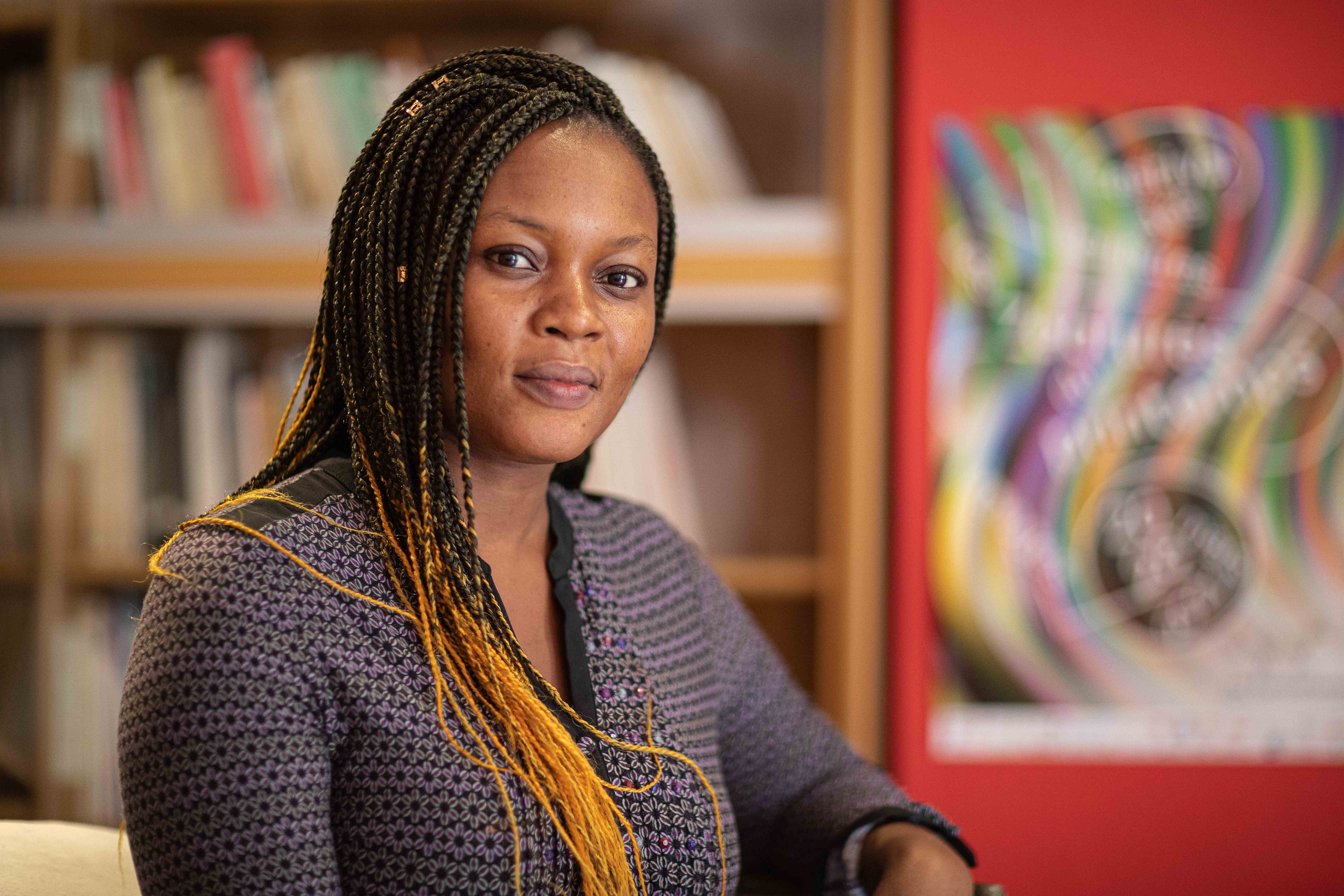
Nathalie Hounvo Yèkpè en 2021 à Limoges.

Nathalie Hounvo Yèkpè est également autrice. Elle écrit des nouvelles, des pièces de théâtre, des séries pour la télévision. Elle co-écrit en 2016, Trop de diables sous leurs jupes, avec Michel Beretti. Elle écrit ensuite sa pièce théâtrale, Courses aux noces ; où elle montre à travers le destin de trois sœurs les pressions sociales et manipulations provoquées par l’institution du mariage. Le 16 juillet 2022, cette pièce est mise en voix  au Festival d’Avignon ; et diffusée en live sur Facebook, dans le cadre de Ca va, ça va le monde !. En juin 2021, elle était en résidence d'écriture à la Maison des auteurs et autrices des Francophonies - Des écritures à la scène à Limoges.

#### Metteuse en scène
Elle met en scène les pièces : Certifié Sincère de Florent Couao-Zotti en 2010, L’oeuf et la poule de Catherine Verlaguet en 2017, Au paradis, les femmes ne pètent pas de Michel Beretti en 2018 et Nous étions assis sur le rivage du monde de José Pliya en 2022.
Nathalie Hounvo Yèkpè est aussi la présidente de l'association Baani, où elle forme et renforce de jeunes artistes aux jeux d'acteurs et en techniques d'improvisations.